# Halina Frąckowiak (album)
Halina Frąckowiak – longplay polskiej piosenkarki pop Haliny Frąckowiak, wydany w 1987 roku. Zawiera hity „Dancing Queen”, „Tin Pan Alley” oraz „Papierowy Księżyc”.
Album został nagrany w PR Warszawa i PR Poznań.
Foto – Marek Czudowski & Harry Weinberg
Projekt graficzny – Maria Ihnatowicz

## Lista utworów

### LP/MC 1987
Strona A
1. „Dancing Queen” (muz. Wojciech Trzciński – sł. Janusz Kondratowicz) – 4:25
2. „Tyle tęsknot w każdym sercu” (muz. Jarosław Kukulski – sł. Janusz Domagalik) – 3:05
3. „Milczenie to najlepsza obrona” (muz. Wojciech Trzciński – sł. Jacek Cygan) – 4:30
4. „Moje życie dobrze znam” (muz. Aleksander Maliszewski – sł. Andrzej Sobczak) – 4:30
5. „Ocean niespokojny” (muz. Zbigniew Górny - sł. Janusz Kondratowicz) - 5:20

Strona B
1. „Tin Pan Alley” (muz. Jarosław Kukulski – sł. Janusz Kondratowicz) – 4:37
2. „Mały elf” (muz. Hervé Roy, Pierre Bachelet – sł. polskie Jacek Cygan) – 3:05
3. „Sól na twarzy” (muz. Marek Stefankiewicz – sł. Jacek Cygan) – 4:10
4. „Jak pięknie by mogło być” (muz. Jarosław Kukulski – sł. Jonasz Kofta) – 3:55
5. „Papierowy księżyc” (muz. Jarosław Kukulski – sł. Janusz Kondratowicz) – 4:48

## Muzycy
- Halina Frąckowiak – śpiew
- Zbigniew Górny – dyrygent
- Zespół Instrumentalny Pod Dyr. J. Kukulskiego
- Zespół Instrumentalny Pod Dyr. M. Stefankiewicza
- Zespół Instrumentalny Pod Dyr. R. Sygitowicza
- Orkiestra „Alex Band”
- Orkiestra PR I TV W Poznaniu Pod Dyr. Zbigniewa Górnego

## Wydania
- 1987 LP – Polskie Nagrania Muza; SX 2451
- 1987 MC – Polskie Nagrania; CK 653